# S/2003 J 2
S/2003 J 2  é um satélite natural irregular e retrógrado de Júpiter. Foi descoberto por um time de astrônomos da Universidade do Havaí liderados por Scott S. Sheppard e David C. Jewitt. Sua descoberta foi anunciada em 4 de março de 2003. Desde 2006, é a lua mais conhecida de Júpiter, dentre as mais distantes.
S/2003 J 2 tem aproximadamente 2 Km de diâmetro, e orbita Júpiter a uma média de 29,54 Gm em 980 dias, a uma inclinação de 154° em relação à eclíptica (152° em relação ao equador de Júpiter), num movimento retrógrado irregular e com uma excentricidade orbital de 0,2255.
Parece pertencer a um grupo próprio, com semi-eixo maior de aproximadamente 30 Gigâmetros e inclinação de aproximadamente 160°.
Os limites da influência gravitacional de Júpiter são definidas por sua Esfera de Hill, cujo raio é de 52 Gm. Acredita-se que luas com eixos acima de 67% acima do raio de Hill são estáveis. Consequentemente, é possível que luas ainda mais distantes de Júpiter possam ser descobertas.